# Podomchy
Podomchy (biał. Падомхі; ros. Подомхи) – wieś na Białorusi, w obwodzie witebskim, w rejonie dokszyckim, w sielsowiecie Dokszyce.

## Historia
W czasach zaborów wieś leżała w gminie Porpliszcze, w powiecie wilejskim w guberni wileńskiej Imperium Rosyjskiego.
W dwudziestoleciu międzywojennym wieś leżała w Polsce, w województwie wileńskim, w powiecie duniłowickim, od 1926 w powiecie dziśnieńskim, w gminie Porpliszcze, a następnie w gminie Dokszyce.
Według Powszechnego Spisu Ludności z 1921 roku zamieszkiwało tu 176 osób, 46 było wyznania rzymskokatolickiego, 129 prawosławnego a 1 ewangelickiego. Jednocześnie 49 mieszkańców zadeklarowało polską przynależność narodową, 129 białoruską a 1 inną. Były tu 34 budynki mieszkalne. W 1931 w 46 domach zamieszkiwały 232 osoby.
Wierni należeli do parafii rzymskokatolickiej i prawosławnej w Dokszycach. Miejscowość podlegała pod Sąd Grodzki w Dokszycach i Okręgowy w Wilnie; właściwy urząd pocztowy mieścił się w Dokszycach.
Po agresji ZSRR na Polskę w 1939 roku wieś znalazła się w granicach BSRR. W latach 1941–1944 była pod okupacją niemiecką. Następnie leżała w BSRR. Od 1991 roku w Republice Białorusi.